# Nyamuk
Nyamuk is een bestuurslaag in het regentschap Kepulauan Anambas van de provincie Riau-archipel, Indonesië. Nyamuk telt 1332 inwoners (volkstelling 2010).